# Kinesertræ
Kinesertræ (Koelreuteria paniculata) er et lille, løvfældende træ fra Nordøstkina og Korea med en åben, ofte skæv, skærmagtig krone. 

## Beskrivelse
Barken er først lyst rødbrun, derefter bliver den ru og brun, og til sidst er den mørkebrun med orangerøde revner. Knopperne sidder spredt, og de er ganske små med en krogformet forlængelse. Bladene er meget store og dobbelt finnede. Hver af lapperne (eller finnerne) er ovale med dobbelt tandet eller lappet rand. Oversiden er mat og mørkegrøn, mens undersiden er mere blank og lysegrøn. 
Blomstringen sker meget sent i august, hvor de store, forgrenede toppe sidder ved skudspidserne. De enkelte blomster er små og klart gule. Blomsterne udvikler sig til kapsler, der som regel har tre løse sider. Frugterne er oppustede, lyserøde blærer med op til seks nødder. Modne kerner udvikles kun af og til i Danmark. Arboretet har to træer, som stammer fra et koldere klima, og disse træer blomstrer tidligere og bærer næsten hvert år modne nødder.
Rodnettet består af nogle få, tykke hovedrødder, der kun er ganske lidt forgrenede, og som ligger højt i jorden.
Højde x bredde og årlig tilvækst: 8 x 5 m (20 x 15 cm/år).

## Hjemsted
Kinesertræet er udbredt på frugtbare jorde i det nordvestlige Kina, Korea og Japan. 
Vest for Beijing findes Kinesertræet bl.a. sammen med Blåregn, Hvid Morbær, Kejser-Eg, Rådhusvin, Tilia mongolica, Tofarvet Kløverbusk og Vitis amurensis.
- Blomstrende træ
- Nærbillede af blomsterne
- Nærbillede af frugterne

| Portal | Portal:Botanik |